# Bram, Aude

Bram este o comună în departamentul Aude din sudul Franței. În 1 ianuarie 2022 avea o populație de 3.252 de locuitori.